# Julius Grinker
Julius Grinkler (ur. 1 lipca 1867 w Królewcu, zm. 11 stycznia 1928) – amerykański lekarz neurolog i psychiatra.

## Życiorys
Syn Reubena i Minnie z domu Zisling. Do Stanów emigrował w wieku piętnastu lat. Studiował medycynę w New York Medical College i otrzymał dyplom w 1891. Następnie studiował patologię u Heinricha Obersteinera w Wiedniu. Potem praktykował jako neurolog w Chicago, w Cook County Hospital i Home of Jewish Friendless and Working Girls. Wykładał choroby nerwowe i umysłowe w Chicago Postgraduate Medical School i w Northwestern University Medical School. Był członkiem American Medical Association, Chicago Medical Society, Illinois State Medical Society i Chicago Neurological Society. Zmarł na raka trzustki.
Żonaty z Minnie z domu Friend. Syn Roy R. Grinker, Sr., wnuk Roy R. Grinker, Jr. i prawnuk Roy Richard Grinker zostali psychiatrami.
W 1903 jako pierwszy w Stanach zastosował u pacjentów fenobarbital.

## Wybrane prace
- Tuberculosis of the nervous system. Chicago M. Recorder 26, s. 443–452, 1904
- A case of peripheral nerve syphilis. J. Am. M. Ass. 45, s. 177, 1905
- Three cases of traumatic Brown-Séquard paralysis. Am. J. M. Sc. 131, s. 486–497, 1906
- Presentation of patient previously shown as a case of unilateral paralytic chorea. The Journal of Nervous and Mental Disease 37, 3, s. 181, 1910
- Report of An Unusual Case of Lethargic Encephalitis. Journal of Nervous and Mental Disease 52, 4, s. 323–327, 1920